# Gönül Sen-Menzel
Gönül Sen-Menzel (* 2. April 1949 in Diyarbakır in der Türkei; † 29. März 2014 in Köln) war eine türkische bildende Künstlerin, die seit 1981 in Deutschland lebte.
In der Türkei hatte sie nach der Hochschulreife 1969 die pädagogische Hochschule Istanbuls besucht und 1972 mit einem Diplom im Kunstfach abgeschlossen. Danach arbeitete sie neun Jahre lang als Kunstlehrerin. 1983 begann sie dann ein weiteres Studium an der Kunstakademie Düsseldorf. 1989 schloss sie als Meisterschülerin ab.
Neben ihren von der Fachwelt geschätzten Arbeiten als Malerin und Zeichnerin verfasste und illustrierte Gönül Sen-Menzel für den Schulbuchverlag Anadolu die zweisprachige Vita-Kinderbuchreihe (türkisch/deutsch), die verschiedene Reisen des Vitamins Vita durch den menschlichen Körper zum Thema hat.
Sen-Menzel lebte und arbeitete in Köln.

## Ausstellungen (Auswahl)
- Unter dem Titel Kunstraum Kirche – Kunstausstellung fand an allen Tagen des Kirchentages in Köln eine Ausstellung im Rahmen des Programmes des Kulturforums Türkei/Deutschland in Zusammenarbeit mit der Gemeinde der Friedenskirche in Köln-Ehrenfeld auch mit mehreren Bildern von Gönül Sen-Menzel statt.
- 1985 Galerie Kunstkabinett (Dortmund)
- 1988 Rathaus Köln
- 1992 Gran Premio Internationale di Pitture (Italien)
- 1993 Jurierte Ausstellung mit dem Thema: Streit, Macht, Streit
- 1995 Rautenstrauch-Joest-Museum (Köln)
- 2005 Galerie Artemis (Istanbul) und Galerie Campo (Antwerpen)
- 2014 Deutschland-Tagebuch/Almanya Güncesi, Galerie.1, Königswinter, Gedenkausstellung

## Bücher
Es sind mehrere zweisprachige Bücher aus den Reihen Vita und Pelin und Selin mit Text und Illustrationen der Künstlerin erschienen.